# Lymphe
La lymphe est un liquide biologique blanchâtre ou jaunâtre, transporté par le système lymphatique. Sa composition est analogue à celle du plasma sanguin, dont elle n'est qu'un filtrat. Elle contient des globules blancs, notamment des lymphocytes. Dépourvue de globules rouges, elle baigne les organes. Elle est plus pauvre en nutriments que le sang, plus riche en déchets.
Un corps humain moyen contient environ huit à dix litres de lymphe, à comparer à ses cinq litres de sang.
Son débit est relativement faible, de 2 à 4 L/jour (pour comparer le débit sanguin est de 5 L/min).

## Étymologie
Le terme lymphe vient du latin lympha (eau, fontaine), du grec λέμφος (lemphos) signifiant morve épaisse.

## Formation

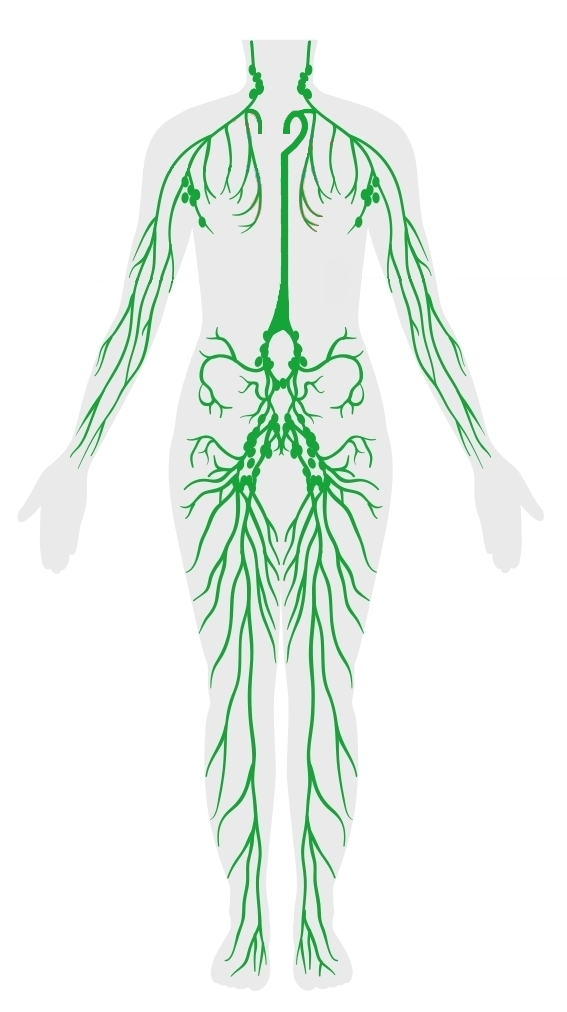
Schéma du système circulatoire lymphatique.

Au niveau des capillaires sanguins se produit une transsudation du plasma et des globules blancs vers le tissu irrigué produisant le liquide interstitiel. Dans ce liquide interstitiel baignent les cellules qui y puisent une partie de leurs substances nutritives et y rejettent leurs déchets. Le liquide interstitiel retourne ensuite dans le sang par les vaisseaux lymphatiques. Les capillaires réabsorbent 90 % du liquide passé dans le tissu, les 10 % restant sont drainés par les vaisseaux lymphatiques. 
Les vaisseaux lymphatiques sont connectés à de nombreux ganglions lymphatiques, dont le rôle est de filtrer la lymphe. 
Plus tard, la lymphe est rejetée au niveau de la veine sous-clavière gauche, juste avant le cœur.

## Fonctions

### Système immunitaire
Elle joue un rôle très important dans le système immunitaire, en dirigeant les antigènes microbiens depuis les tissus infectés vers les ganglions lymphatiques. Dans ces ganglions, au contact des antigènes, les lymphocytes sont activés et prolifèrent du fait de l'activation de la réponse immunitaire, ce qui entraine alors un gonflement du ganglion. Si ces lymphocytes sont des lymphocytes B, ils produisent alors des anticorps ; si ce sont des lymphocytes T, ils se transforment en lymphocytes T cytotoxiques capables de détruire les microbes à l'origine de ces antigènes. Ces lymphocytes se déplacent alors sur le site de l'infection par les vaisseaux lymphatiques.

### Transport
La lymphe a un rôle nutritif, elle apporte au sang circulant les graisses absorbées au niveau des chylifères de l'intestin grêle, sous forme de chylomicron.
Ayant un rôle de drainage et d'épuration, elle véhicule une partie des déchets cellulaires et les éléments non utilisés par les tissus et aide à l'érection.
De même, elle transporte des cellules du corps. Ainsi, elle joue un rôle particulier dans l'apparition de métastases lors d'un cancer.

### Érection
La lymphe joue un grand rôle dans l'érection chez la majorité des oiseaux. Une équipe de chercheurs américains, d'après une étude sur les pénis de ratite, montre qu'il existe un ancêtre commun aux oiseaux chez qui la transition entre érection vasculaire sanguine et érection vasculaire lymphatique aurait vu le jour,.